# 4-HO-MET
4-HO-MET, ili 4-hkdroksi-N-metil-N-etiltriptamin, takođe poznat kao metocin, je manje poznati psihodelični lek. On je strukturni i funkcionalni analog psilocina, kao i 4-hidroksil analog MET. 4-HO-MET je prvi sintetisao Aleksander Šulgin. Ovaj ligand je klasifikovan kao kontrolisana supstanca u Švedskoj 2012.